# Edgewood (comté de Northumberland, Pennsylvanie)
 (août 2025).
Pour les articles homonymes, voir Edgewood.
Edgewood est une census-designated place située dans le comté de Northumberland, dans l’État de Pennsylvanie, aux États-Unis. Lors du recensement de 2020, elle compte 2 286 habitants.